# 克尔科诺谢山

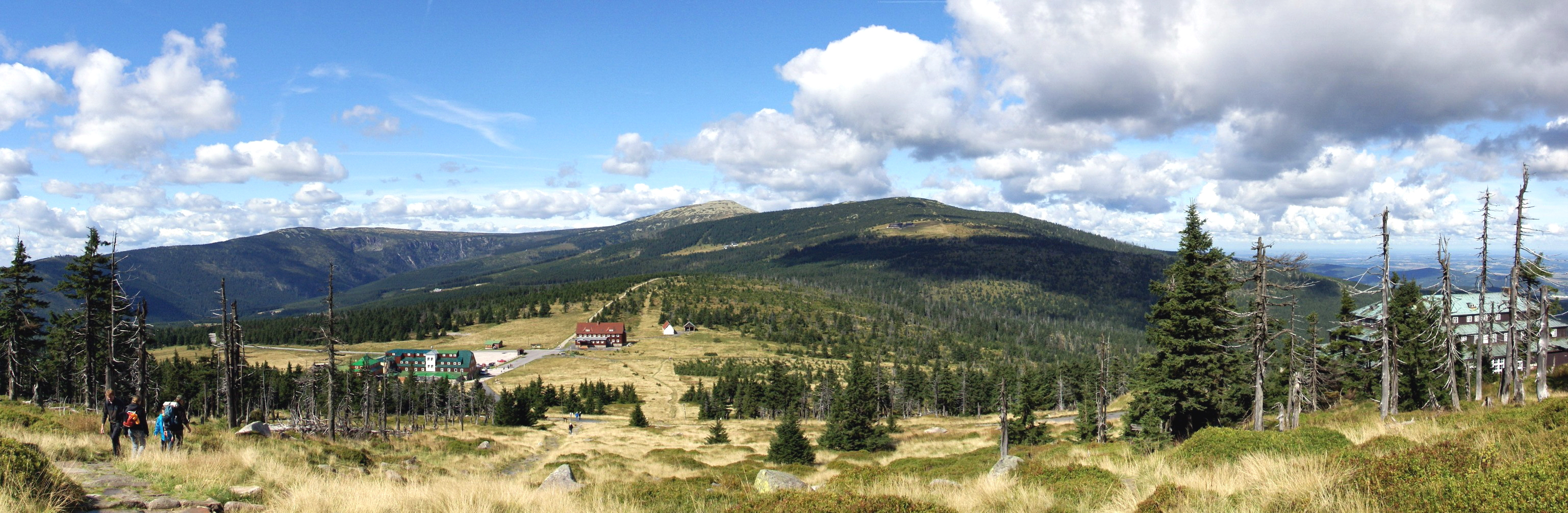
克尔科诺谢山口

克尔科诺谢山是一座位于捷克共和国北部、波兰南部的山脉，属于苏台德山脉。其正脊为捷克和波兰的边境。最高峰斯涅日卡山海拔1,602米，为捷克最高点。
在边境两边都是国家公园，一起构成了联合国教科文组织生物圈保护区。易北河沿克尔科诺谢山流驶。该山有很多滑雪场，是越野滑雪、徒步、自行车和其他运动的好去处。